# Nemcsics Antal
Nemcsics Antal (Pápa, 1927. június 9. – Budapest, 2019. július 12.) magyar színtervező, festőművész, környezettervező, egyetemi tanár, a műszaki tudományok kandidátusa (1980), doktora (1985).

## Pályafutása
A Magyar Képzőművészeti Főiskolán végzett 1950-ben, ahol Szőnyi Istvántól tanult. 1951-től a Budapesti Műszaki Egyetem tanára. Ő dolgozta ki a Coloroid színrendszert, a komplex színharmónia-elméletet és a színdinamikai környezetelméletet, valamint a színreferencia indexszámrendszert.

## Díjak, ösztöndíjak
- 1949 VIT-díj, Budapest
- 1958 Tájképpályázati díj, Budapest
- 1963 Nemzetközi Giorgione Festészeti Díj, Castelfranco, Veneto (I)
- 1970 Magyar Tudományos Akadémia Kutatási Díj, Budapest
- 1976 Tudományos Együttműködésért Emlékérem, Fakulta Architektura Bratislava
- 1980 Magyar Tudományos Akadémia Kutatási Díj, Budapest
- 1982 Ybl Miklós Emlékérem, Budapest • Kiváló Művészi és Pedagógiai Munkáért Emlékérem, Budapest • Pedagógus Szolgálati Emlékérem, Budapest • Magyar Tudományos Akadémia és Akadémiai Kiadó Nívódíja, Budapest
- 1995 Alpár Ignác-díj
- 1996 A Magyar Köztársasági Érdemrend kiskeresztje
- 1997 Presidential Seal of Honor, Cambridge
- 1998 The Order of International Fellowship, Cambridge.
- 2008 A Magyar Érdemrend tisztikeresztje

## Fontosabb egyéni kiállítások
- 1959 • Fényes Adolf Terem, Budapest
- 1963 • Róma
- 1965 • Derkovits Terem, Budapest
- 1966, 1967 • München
- 1991 • Műcsarnok, Budapest
- 1996 • Vigadó Galéria, Budapest
- 2000 • Kondor Közösségi Ház, Budapest

## Művek közgyűjteményekben
- Budapest, Magyar Nemzeti Galéria
- Szentendre, Ferenczy Múzeum
- Veszprém, Laczkó Dezső Múzeum
- Zebegény, Szőnyi István Múzeum

## Köztéri művei

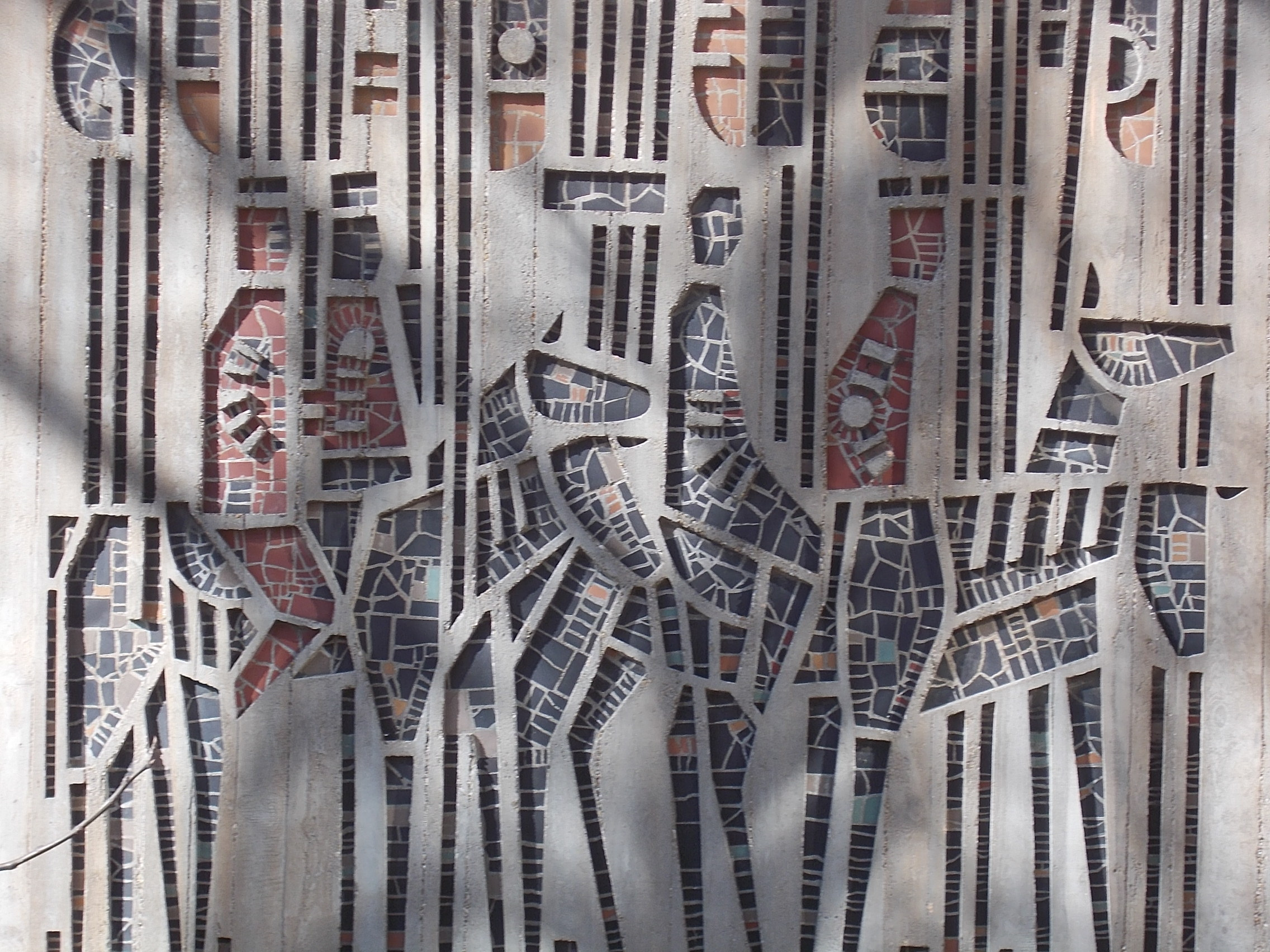
Lovasok – betonba rekeszelt mozaik (1967). – Budapest I., Nőegylet utca

- 1947 Apácatorna, Római katolikus kápolna, Mennybemenetel – freskó, 550×300 cm; Apostolok – freskó, 550×80 cm
- 1948 Pápa-Öreghegy, Római katolikus templom, Öreghegyi Madonna – freskó, 250×350 cm
- 1949 Tüskevár, Római katolikus templom, Regina coeli – freskó, 600×300 cm
- 1950 Pápa-Öreghegy, Római katolikus templom, Hegyi beszéd, Kenyérszaporítás – freskó, 2 × 250×350 cm
- 1954 Tüskevár, Római katolikus templom, Miasszonyunk – freskó, 600×30 cm
- 1959 Budapest XIII., Gogol utca, Karikás fiúk – sgraffito, 400×400 cm; Napóra – sgraffito, 250×250 cm
- 1963 Budapest III., Zenta utca, Vízparti pihenők – sgraffito, 800×250 cm
- 1963 Budapest XVIII., Fogaras utca, Római katolikus kápolna, Rózsafüzér titkok – színes üvegablak, 450×250 cm
- 1966 Lengyeltóti, Római katolikus templom, Bibliai jelenetek – secco, 2 × 500×300 cm; 4 × 150×200 cm
- 1966 Tiszabercel, Római katolikus templom, Halál árnyékában – secco, 250×450 cm; Via crucis 14 × 50×50 cm
- 1966 Csatka, Római katolikus templom, Salutatio, Magnificat, Nativitas – secco, 3 × 140×450 cm
- 1967 Budapest I., Nőegylet utca, Lovasok – betonba rekeszelt mozaik, 600×250 cm
- 1967 Szeged, Felsővárosi római katolikus templom, Tiszaparti Krisztus – secco, 250×500 cm
- 1967 Csatka, Római katolikus templom, Rorate, Crux, Creator Spiritus – secco 3 × 200×300 cm
- 1967 Nagyatád, Római katolikus templom, Töviskorona – színes üvegablak, 200×300 cm
- 1968 Csatka, Római katolikus templom, Via crucis – akril, 14 × 50×60 cm
- 1969 Bernecebaráti, Római katolikus templom, Börzsönyi Madonna – olaj, 360×180 cm; Via crucis – akril, 14 × 60×50 cm
- 1969 Szanda, Római katolikus templom, Megfeszített – színes üvegablak, 270×300 cm; Bibliai jelenetek – színes üvegablak, 6 × 60×150 cm
- 1969 Törökbálint, Római katolikus templom, Mater dolorosa, Mater speciosa – mangán betonba rekeszelt, műgyantával színezett, ragasztott üveg, 2 × 94×415 cm
- 1970 Fonyód, Bányászüdülő, Bányászok – betonba rekeszelt mozaik, 700×300 cm
- 1970–1972 Tata, Római katolikus templom, Nativitas – secco, 500×500 cm; Pasca, Ressurrexio – secco, 2 × 800×800 cm; Szent István király – színes üvegablak, 150×250 cm
- 1970 Lengyel, Római katolikus templom, Sapientia – secco, 4 × 300×830 cm; Via Crucis – akril, 14 × 90×110 cm
- 1970 Drégelypalánk, Római katolikus templom.

## Családja
Szülei Pápán kötöttek házasságot 1919-ben. Testvérei Ágnes (1928), Imre (1930) és Elek (1932).
Felesége Takács Magdolna festőművész 1926-2016
Gyermekei: Csongor (villamosmérnök), Ákos (villamosmérnök, színdinamikai szakmérnök), Endre (rajz és földrajz szakos tanár)
Nemcsics Emlékház – vezetője Nemcsics Csongor

## Írásai
- Színtan; Tankönyvkiadó, Budapest, 1969
- Színtan – színdinamika, 1979
- Coloroid Colour Atlas, 1988
- Színdinamika tudomány, 1989
- Színdinamika. Színes környezet tervezése; Akadémiai, Budapest, 1990 (angolul: Colour dynamics. Environmental colour design, 1993)
- Axiális és koaxiális rend. Nemcsics Antal munkái. Vasarely Múzeum, Budapest, 1993. jún. 11–júl. 11.; kiállításrend., szerk. N. Mészáros Júlia; Nemzetközi Szín és Fény Alapítvány, Budapest, 1993
- Színország törvényei, Budapest, 1996
- Különböző történelmi korok építészeti stílusainak színhasználata. Látvány, kifejezés, gondolat; Szín és Fény Nemzetközi Alapítvány, Budapest, 2001 (Színország törvényei)
- Színek és muráliák a különböző funkciójú terekben; Szín és Fény Nemzetközi Alapítvány, Budapest, 2002 (Színország törvényei)
- Színharmónia és a vizuális mondanivaló; Szín és Fény Nemzetközi Alapítvány, Budapest, 2003 (Színország törvényei)
- Színdinamika. Színes környezet tervezése; 2. bőv. kiad.; Akadémiai, Budapest, 2004
- Utazásaim Színországban; Magyar Képek, Budapest–Veszprém, 2007
- Szín és szakralitás. Színek, képek, templomok; Magyar Képek, Budapest–Veszprém, 2013
- Szín, művészet, tudomány; Magyar Képek, Pápa–Budapest–Veszprém, 2017